# New Year’s Revolution (2006)
New Year’s Revolution (2006) — второе в истории шоу New Year’s Revolution, PPV-шоу производства американского рестлинг-промоушна World Wrestling Entertainment (WWE). Шоу прошло 8 января 2006 года в Pepsi Arena в Олбани, Нью-Йорк, США.
Главным событием стал матч Elimination Chamber за титул чемпиона WWE с участием чемпиона Джона Сины, Курта Энгла, Шона Майклза, Кейна, Карлито и Криса Мастерса. Сина выиграл матч и сохранил титул, удержав Карлито последним. После матча Эдж обналичил свой контракт Money in the Bank и победил Сину, выиграв титул чемпиона WWE, что стало первым в истории использованием контракта Money in the Bank.

## Результаты
| #                                                                    | Матч                                                                             | Тип матча                                                  | Время |
| -------------------------------------------------------------------- | -------------------------------------------------------------------------------- | ---------------------------------------------------------- | ----- |
| 1H                                                                   | Чаво Герреро победил Снитски                                                     | Одиночный матч                                             | 4:18  |
| 2                                                                    | Рик Флэр (c) победил Эджа (с Литой) по дисквалификации                           | Одиночный матч за титул интерконтинентального чемпиона WWF | 7:17  |
| 3                                                                    | Триш Стратус (c) победила Микки Джеймс                                           | Одиночный матч за титул чемпиона WWE среди женщин          | 7:18  |
| 4                                                                    | Джерри Лоулер победил Грегори Хелмса                                             | Одиночный матч                                             | 9:32  |
| 5                                                                    | Трипл Эйч победил Биг Шоу                                                        | Одиночный матч                                             | 16:11 |
| 6                                                                    | Шелтон Бенджамин (с Мамой Бенджамин) победил Висцеру                             | Одиночный матч                                             | 7:48  |
| 7                                                                    | Эшли Массаро победила Кэндис Мишель, Марию, Торри Уилсон и Викторию              | Матч «Лифчики и трусики»                                   | 11:01 |
| 8                                                                    | Джон Сина (c) победил Карлито, Криса Мастерса, Шона Майклза, Кейна и Курта Энгла | Матч Elimination Chamber за титул чемпиона WWE             | 28:23 |
| 9                                                                    | Эдж (с Литой) победил Джона Сину (c)                                             | Одиночный матч за титул чемпиона WWE                       | 1:46  |
| H — означает матч на Sunday Night Heat (c) — чемпион на начало матча |                                                                                  |                                                            |       |